# Tancha
Tancha är en ort i Mexiko.   Den ligger i kommunen Huejutla de Reyes och delstaten Hidalgo, i den sydöstra delen av landet, 200 km norr om huvudstaden Mexico City. Tancha ligger 254 meter över havet och antalet invånare är 220.
Terrängen runt Tancha är kuperad söderut, men norrut är den platt. Runt Tancha är det ganska tätbefolkat, med 86 invånare per kvadratkilometer. Närmaste större samhälle är Huejutla de Reyes, 16,7 km öster om Tancha. I omgivningarna runt Tancha växer i huvudsak städsegrön lövskog.